# Ghoncheh Ghavami
Ghoncheh Ghavami (in persiano غنچه قوامی‎; Londra, 1989) è una politica e attivista iraniana con cittadinanza britannica, attivista militante per i diritti dell'uomo. Laureata nella SOAS (Università di Londra) è stata condannata dalle autorità della Repubblica islamica d'Iran a un anno di prigione e alla misura restrittiva supplementare dell'isolamento carcerario nella prigione di Evin per aver violato il divieto di assistere ad un evento sportivo maschile in Iran.

## Biografia
Ghoncheh Ghavami, ha vissuto a Shepherd's Bush (Londra) ed ha un fratello ed una sorella. Di doppia cittadinanza, ha studiato Giurisprudenza nella School of Oriental and African Studies, parte della University of London, dove si è laureata. Ha lavorato come volontaria nel campo dell'alfabetizzazione dei giovani in Iran.

## Arresto e detenzione
Il 20 giugno 2014 la Ghavami è stata arrestata mentre tentava di entrare in una struttura sportiva per assistere all'incontro di pallavolo della World League di pallavolo che contrapponeva le nazionali maschili d'Iran e d'Italia nell'Azadi Stadium di Tehran. Assieme ad altre attiviste dei diritti delle Donne, la Ghavami intendeva protestare fuori dallo stadio perché fossero riconosciuti dal regime iraniano uguali diritti d'accesso a entrambi i sessi per assistere a eventi sportivi. È infatti illegale per le donne assistere a spettacoli sportivi in cui siano protagonisti degli uomini. Tale legge si dice sia stata adottata per proteggere gli spettatori di sesso femminile dal comportamento lascivo di altri spettatori di sesso maschile. Gli attivisti violarono questa legge nell'occasione e, per di più, la Ghavami e altre manifestanti indossarono veli bianchi, laddove la legge prescrive l'uso di hijab colorati.
Ghavami è stata fermata al cancello dello stadio e rilasciata su cauzione. Quando ella è tornata, una settimana dopo, per recuperare i suoi oggetti personali , è stata nuovamente arrestata e portata nella prigione di Evin, dove è stata posta in isolamento. Ha allora iniziato uno sciopero della fame il 1º ottobre 2014, dopo 50 giorni di isolamento.
(Shiva Nazar Ahari, una delle donne che protestavano insieme alla Ghavami nell'occasione dell'incontro di pallavolo.)
Le autorità giudiziarie iraniane hanno negato che le imputazioni a carico della Ghavami siano state adottate a causa della sua presenza nell'area dello stadio, affermando che la motivazione andava cercata nella sua "propaganda contro il regime”.
(Ghulam Hussein Mohseni Ejeyie, portavoce delle autorità giudiziarie iraniana.)

## Reazioni
In una lettera aperta al Presidente Hassan Rouhani, 300 attivisti iraniani per i diritti dell'Uomo e per i diritti civili hanno messo in luce le condizioni in cui era tenuta la Ghavami.
Il Segretario britannico agli Esteri Philip Hammond ha sollevato il caso della Ghavami con Mohammad Javad Zarif, ministro iraniano degli Esteri in un incontro alle Nazioni Unite a New York. Tuttavia l'Iran non riconosce la doppia cittadinanza della ragazza, disconoscendo quella britannica.